# L'Ange de Noël (film, 1905)
Pour les articles homonymes, voir L'Ange de Noël (homonymie).
Pour plus de détails, voir Fiche technique et Distribution.
L'Ange de Noël ou Détresse et charité est un film de Noël réalisé par Georges Méliès sorti en 1905 au début du cinéma muet.
Le film a été distribué par de Georges Méliès, Star Film, et est numéroté 669-677 dans ses catalogues.

## Synopsis

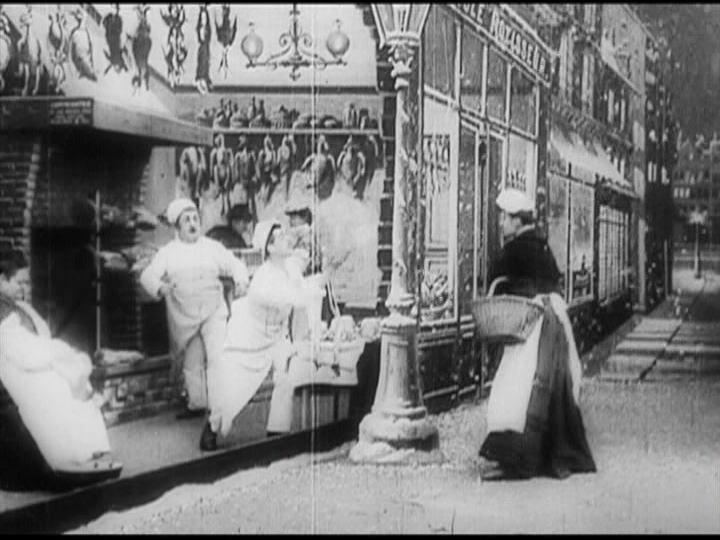
Scène de la boulangerie: rejet de la mendiante.

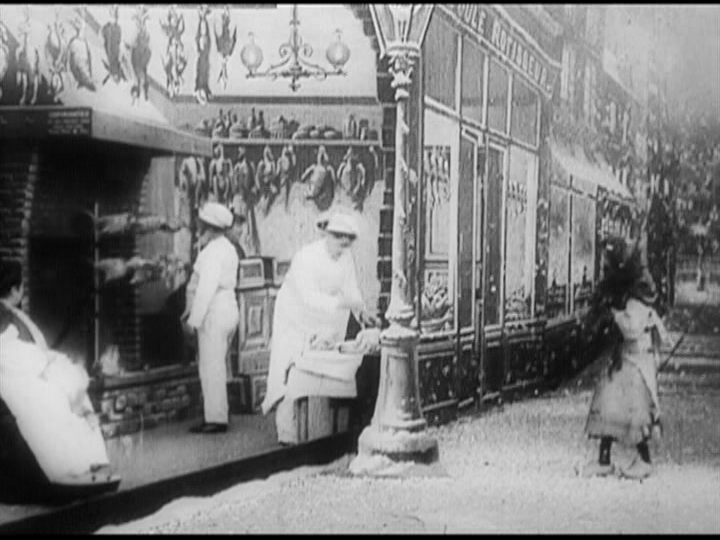
Scène de la boulangerie: la mendiante repart.

À Noël, une jeune fille et sa famille vivent dans la pauvreté; la mère de la fille est malade et alitée. Le père demande à la fille d'aller à Paris et de demander l'aumône. La jeune fille trouve une église mais elle est mise à l'écart par les mendiants professionnels qui travaillent sur ses marches et est incapable d'obtenir l'aumône. Elle essaie de demander de la nourriture dans une boulangerie, mais elle est rejetée à nouveau. À la tombée de la nuit, elle s'effondre et s'endort; un chiffonnier prend pitié d'elle, partage son morceau de pain avec elle et lui donne son châle. Après avoir remercié le chiffonnier et lui avoir dit au revoir, la jeune fille continue. Seule dans une tempête de neige, elle s'effondre à nouveau.
Deux fins différentes ont été tournées pour le film:
- Dans la version destinée au public français, la jeune mendiante meurt de froid après s'être effondrer et son âme est amenée au Ciel par l'ange de Noël du titre.
- Dans la version pour les auditoires britannique et américain, un couple riche qui passe dans une automobile sauve la jeune fille, la ramène à la maison et offre des cadeaux somptueux à sa famille. Comme l'a noté l'historienne du cinéma Elizabeth Ezra, «ces différences suggèrent que la prédilection du public américain pour une fin heureuse était déjà bien en place au tournant du siècle»[2].

## Distribution
- Georges Méliès : Le chiffonnier / Le Mendiant aux béquilles / Le livreur de charbon
- Rachel Gillet : La fillette (nommée Marie dans le catalogue américain)

## Fiche technique
- Titre : L'Ange de Noël ou Détresse et charité
- Réalisation : Georges Méliès
- Société de production : Star Film
- Pays de production :  France
- Genre : Drame
- Durée : 9 minutes 40 secondes
- Date de sortie : 1905
- Licence : Domaine public

## Production
Méliès joue trois rôles dans le film: le chiffonnier, un mendiant avec des béquilles et un vendeur de charbon. Le rôle principal de la mendiante est joué par Rachel Gillet. (Selon le catalogue américain, qui souligne à plusieurs reprises que le film se déroule à Paris, le personnage s'appelle Marie.) L'automobile vue dans la fin britannique et américaine a été réutilisée dans un autre film de Méliès, Le Raid Paris-Monte Carlo en deux heures. Le film s'appuie plus fortement sur le réalisme que d'habitude pour Méliès, soulignant ses tentatives de changer son style axé sur la fantasy pour l'adapter aux tendances du cinéma populaire.
Une version peinte au pochoir du film se trouve à la Filmoteca de Catalunya. On ignore si Méliès a autorisé la coloration de cet exemplaire, car le procédé du pochoir est très inhabituel dans son œuvre; normalement, ses films ont été colorés selon une méthode entièrement à main levée supervisée par la coloriste Elisabeth Thuillier.

## Effets Spéciaux
Les effets spéciaux utilisés dans le film sont nombreux. Ils comprennent de la pyrotechnie, l'utilisation de la neige artificielle, et des techniques comme celles de la superposition et du fondu.
Le film se distingue également par l'inclusion d'un ensemble de sections permettant à Méliès de montrer à la fois l'intérieur et l'extérieur de la boulangerie. Parmi les autres films de Méliès présentant des paysages en coupe, on peut citer Le Voyage à travers l'impossible, L'Hôtel des voyageurs de commerce, Jack le ramoneur et Le Tunnel sous la Manche.
Un autre effet scénique est utilisé quand le chiffonnier découvre la jeune mendiante: quand il allume sa lanterne pour mieux la regarder, un jet de lumière simulé, peint en blanc sur le décor, est ajouté à l'aide d'un arrêt de caméra.